# Illinka, Krînîcikî
Illinka (în ucraineană Іллінка) este un sat în comuna Novoselivka din raionul Krînîcikî, regiunea Dnipropetrovsk, Ucraina.

## Demografie
Componența lingvistică a localității Illinka
     Ucraineană (95,2%)
     Rusă (4,8%)
Conform recensământului din 2001, majoritatea populației localității Illinka era vorbitoare de ucraineană (95,2%), existând în minoritate și vorbitori de rusă (4,8%).